# Digital Millennium Copyright Act
Digital Millennium Copyright Act, DMCA,  är en upphovsrättslag i USA som trädde i kraft 1998 för att implementera bestämmelser från WIPO.
Bland annat kriminaliserar lagen kringgående av DRM-system, det vill säga system som syftar till att upprätthålla immateriella rättigheter i digitala medier. 